# Кордова (Илиноис)
Кордоба (енгл. Cordova) град је у америчкој савезној држави Илиноис.

## Демографија
По попису из 2010. године број становника је 672, што је 39 (6,2%) становника више него 2000. године.
| Група             | 2000.       | 2010.       |
| Белци             | 604 (95,4%) | 641 (95,4%) |
| Афроамериканци    | 1 (0,2%)    | 7 (1,0%)    |
| Азијати           | 1 (0,2%)    | 5 (0,7%)    |
| Хиспаноамериканци | 16 (2,5%)   | 12 (1,8%)   |
| Укупно            | 633         | 672         |